# 茅地
茅地（1928年—2015年9月24日），原名李有为，男，四川成都人，中国作曲家，曾任中国音乐家协会理事。